# アルゼンチンババア
『アルゼンチンババア』は、よしもとばなな（文）、奈良美智（絵・写真）の小説。
2002年12月24日、ロッキング・オンより刊行された。本書は英訳文も併載されている。2006年8月1日、幻冬舎から文庫化された。
2007年に映画化された。

## 映画
2007年3月24日公開。栃木県那須町の牧場に約5000万円のアルゼンチンビルを作って撮影が行われた。

### キャスト
- 涌井悟（墓石彫り職人） - 役所広司
- 涌井みつこ（悟の娘） - 堀北真希
- ユリ（アルゼンチンババア） - 鈴木京香
- 滝本早苗（悟の妹） - 森下愛子
- 滝本信一（早苗の息子） - 小林裕吉
- 涌井良子（悟の妻） - 手塚理美
- 向井守（マッサージ師見習い） - 田中直樹（ココリコ）
- 犬塚幸吉（警察官） - きたろう
- 伊勢賢二（酒店店主） - 渡辺憲吉
- 大木戸哲（テイラー） - 菅原大吉
- 白井順三（うなぎ料理店店主） - 岸部一徳
- 桜井裕美、有坂来瞳、真下有紀、唯野未歩子、石垣光代、石井光三、川屋せっちん、佐伯新、古田大虎

### スタッフ
- 監督・脚本：長尾直樹
- 音楽：周防義和、小松亮太
- 絵：奈良美智
- 脚本協力：金子ありさ
- 主題歌：タテタカコ「ワスレナグサ」
- 撮影：松島孝助
- 美術：池谷仙克
- 照明：石田健司
- 録音：橋本泰夫
- 編集：高橋幸一
- 助監督：志賀研介
- 音響効果：伊藤進一
- VFXスーパーバイザー：石井教雄
- VFX：オムニバス・ジャパン
- タンゴ振付：シンゴ&アスカ（麻丘真吾、明日香）
- 操演：村石義徳
- 水中撮影：中村勝、さのてつろう
- 技術協力：IMAGICA
- 特別協賛：全優石
- 企画協力：吉本ばなな事務所、幻冬舎、ロッキング・オン、セップ、ラティーナ、井沢成彦
- 製作総指揮：平井文宏
- プロデュース：岡本東郎、滝田和人、和田倉和利
- 製作委員会メンバー：バップ、双日、キネティック、Yahoo! JAPAN、トムス・エンタテインメント、TOKYO FM、読売広告社、オー・エル・エム、WOWOW、読売新聞東京本社、グラスホッパー!
- 配給・宣伝：松竹、キネティック
- 制作プロダクション：グラスホッパー!、シネバザール
- 上映時間：112分